# Technische Universität Ilmenau
Technische Universität Ilmenau (TU Ilmenau) – uniwersytet techniczny (politechnika) w niemieckim mieście Ilmenau, w kraju związkowym Turyngia. Został założony w 1992 roku.

## Historia
Już w 1894 roku założone zostało prywatne Technikum Turyngeńskie (Thüringisches Technikum). Nauczanie w nim było od początku skoncentrowane na elektrotechnice i inżynierii mechanicznej. W 1926 uczelnia została przemianowana na Szkołę Inżynieryjną Ilmenau (Ingenieurschule Ilmenau). Od 1947 roku uczelnia publiczna, w 1950 ponownie przemianowana na Wyższą Szkołę Elektrotechniki i Inżynierii Mechanicznej (Fachschule für Elektrotechnik und Maschinenbau).
Ważnym etapem w historii TU Ilmenau było ustanowienie Wyższej Szkoły Elektrotechniki (Hochschule für Elektrotechnik) w 1953 roku - od tego momentu w Ilmenau kształceni byli inżynierowie dyplomowani. 10 lat później szkoła otrzymała status Wyższej Szkoły Technicznej (Technische Hochschule).
W 1992 roku uczelnia w Ilmenau została podniesiona do rangi Uniwersytetu Technicznego (Technische Universität).

## Wydziały
- Wydział Elektrotechniki i Technologii Informacyjnych (Fakultät für Elektrotechnik und Informationstechnik)
- Wydział Informatyki i Automatyki (Fakultät für Informatik und Automatisierung)
- Wydział Inżynierii Mechanicznej (Fakultät für Maschinenbau)
- Wydział Matematyki i Nauk Przyrodniczych (Fakultät für Mathematik und Naturwissenschaften)
- Wydział Ekonomii (Fakultät für Wirtschaftswissenschaften)

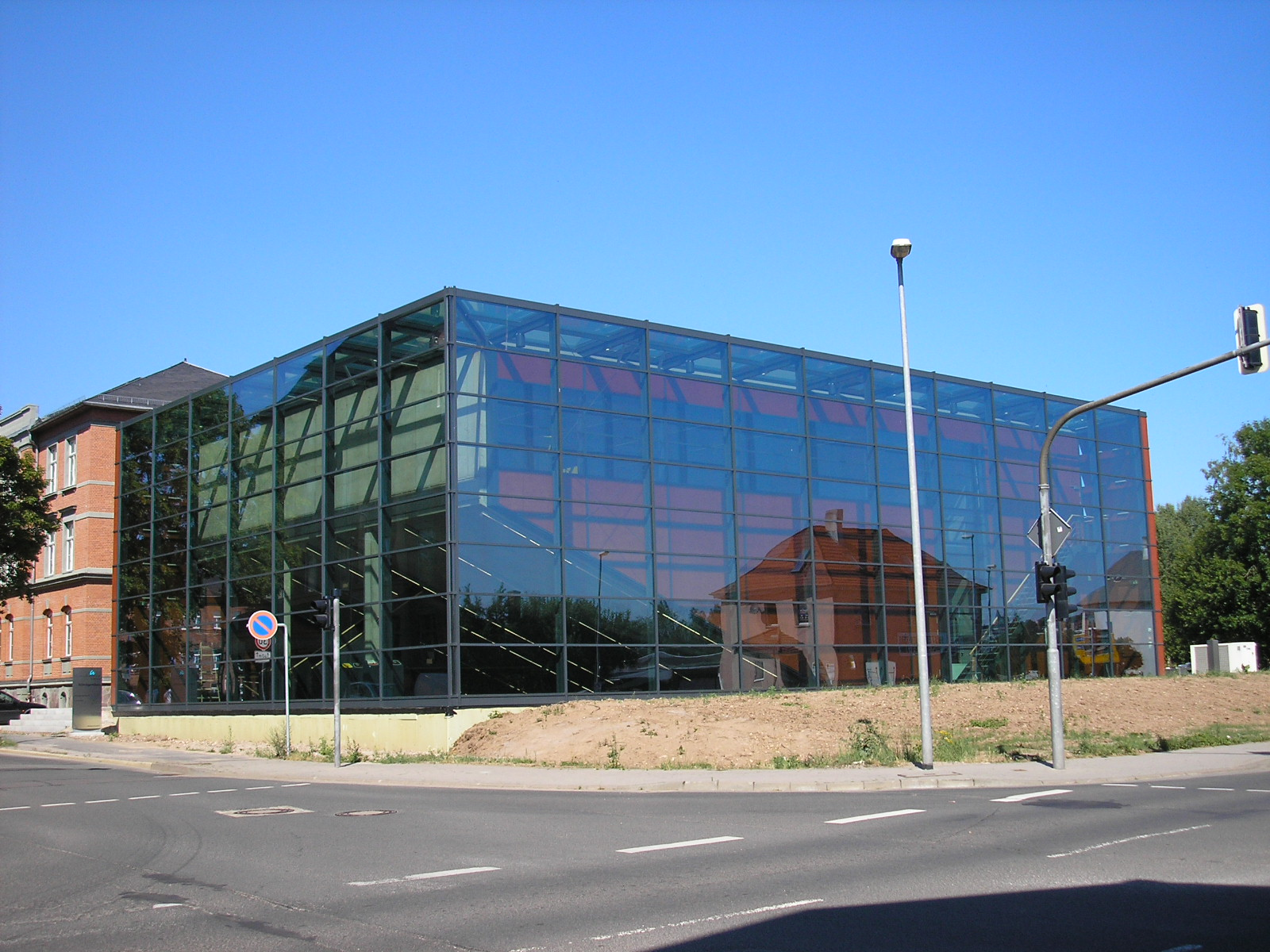
Röntgenbau

## Instytuty międzywydziałowe
- Instytut Techniki Samochodowej i Produkcyjnej (Institut für Automobil- und Produktionstechnik)
- Instytut Chemii, Elektrochemii i Technologii Galwanicznych (Institut für Chemie, Elektrochemie und Galvanotechnik)
- Instytut Technologii Energetycznych, Napędów i Środowiska (Institut für Energie-, Antriebs- und Umweltsystemtechnik)
- Instytut Mediów i Komunikacji Bezprzewodowej (Institut für Medien und Mobilkommunikation)
- Instytut Mikro- i Nanotechnologii (Institut für Mikro- und Nanotechnologie)
- Instytut Technologii Materiałowej (Institut für Werkstofftechnik)

### Jednostki centralne i inne
- Centrum Mikro- i Nanotechnologii (Zentrum für Mikro- und Nanotechnologien)
- Centrum Patentowe Landu Turyngia PATON (Landespatentzentrum Thüringen PATON)
- Centrum Technologii Energetycznych (Zentrum für Energietechnik), założone w 2009 roku

oraz
- Biblioteka Uniwersytecka (Universitätsbibliothek)
- Centrum Komputerowe (Universitätsrechenzentrum)
- Uniwersyteckie Centrum Sportu (Universitätssportzentrum)
- Międzynarodowa Szkoła TU Ilmenau (TU Ilmenau International School)

## Ciekawostki

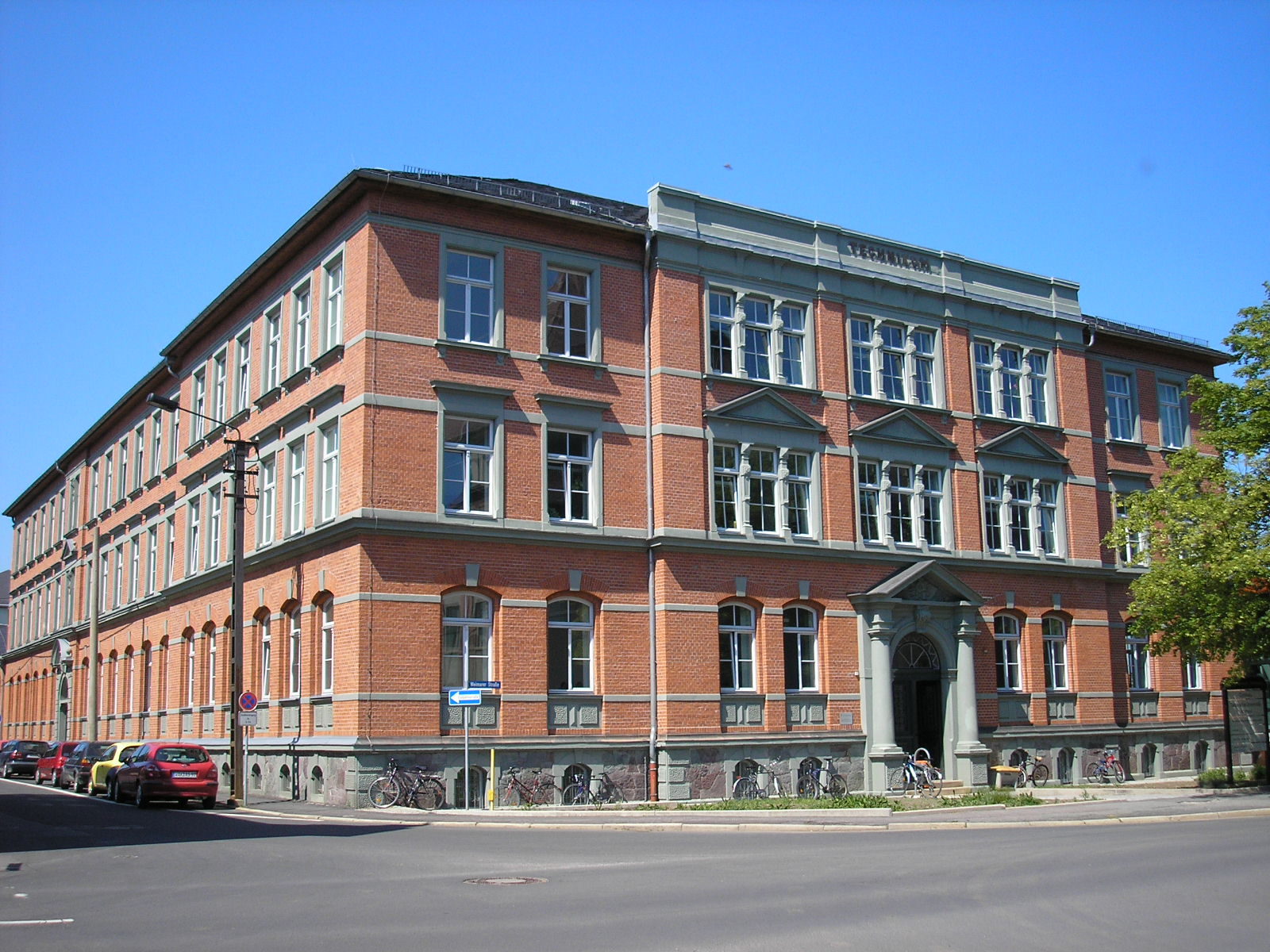
Technikum

Od 2000 roku na Uniwersytecie Technicznym w Ilmenau pracuje profesor Karlheinz Brandenburg, twórca metody kompresji plików audio, będącej podstawą popularnego formatu plików muzycznych mp3. Początkowo (2000–2004) kierownik Grupy roboczej Instytutu Fraunhofera ds. Elektronicznych Technologii Medialnych (Fraunhofer-Arbeitsgruppe für Elektronische Medientechnologie AEMT), od 2004 roku kieruje stworzonym przez siebie samodzielnym Instytutem Fraunhofera ds. Cyfrowych Technologii Medialnych (Fraunhofer-Institut für Digitale Medientechnologie IDMT) w Ilmenau.
Na Uniwersytecie w Ilmenau powstała również najdokładniejsza waga na świecie.